# Tecnologia Imersiva

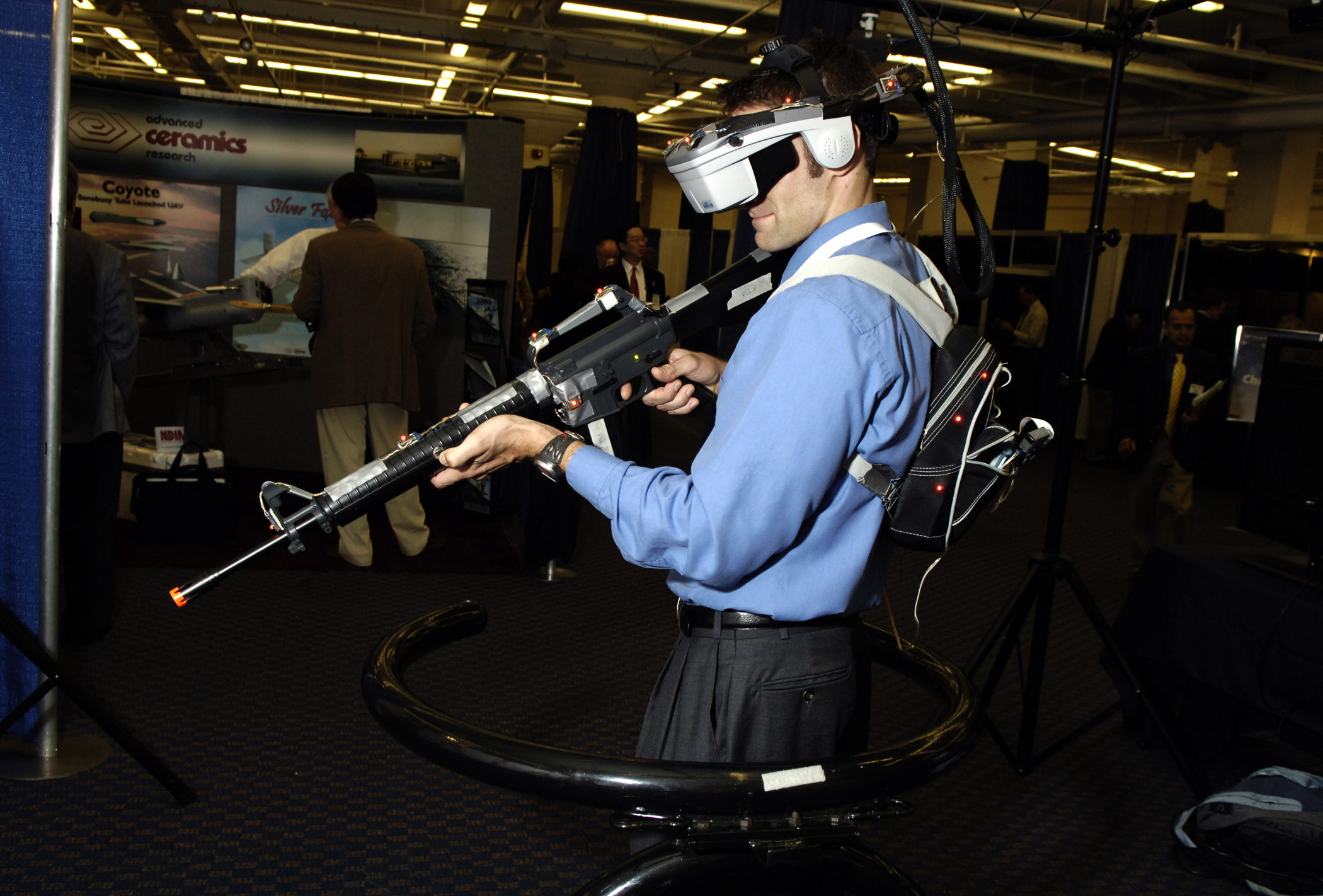
O cientista do Laboratório de Pesquisa Naval (NRL) demonstra o instrutor imersivo de infantaria (IIT), um dos vários projetos do ambiente virtual de treinamento (VIRTE - Virtual Training Environment projects)

Tecnologia imersiva refere-se à tecnologia que tenta emular um mundo físico por meio de um mundo digital ou simulado, criando um sentimento sensorial circundante, criando, assim, um sentimento de imersão. A tecnologia imersiva permite realidade mista; que é uma combinação de realidade virtual e realidade aumentada ou uma combinação de físico e digital.  em alguns usos, o termo "computação imersiva" é efetivamente sinônimo de realidade mista como interface do usuário.

## Componentes
Um ambiente totalmente imersivo e perceptivamente real consistirá em vários componentes. 

### Percepção
As seguintes tecnologias de hardware são desenvolvidas para estimular um ou mais dos cinco sentidos a criar sensações perceptivamente reais. 
| Visão - Televisão 3D - CAVE - Head-mounted display - Holografia | Audio - Audio 3D - High Definition Audio - Som surround | Tato - Háptico | Olfato - Máquina de olfação | Paladar - Flavor |

### Interação
Essas tecnologias fornecem a capacidade de interagir e se comunicar com o ambiente virtual. 
- Interface cérebro-computador
- Reconhecimento de gestos
- Esteira omnidirecional
- Reconhecimento de fala

### Software
O software interage com a tecnologia de hardware para renderizar o ambiente virtual e processar a entrada do usuário para fornecer resposta dinâmica em tempo real. Para conseguir isso, o software geralmente integra componentes de inteligência artificial e mundos virtuais . Isso é feito de maneira diferente, dependendo da tecnologia e do ambiente. Se o software precisa criar um ambiente totalmente imersivo ou exibir uma projeção no ambiente já existente que o usuário está olhando. 

## Pesquisa e desenvolvimento
Muitas universidades têm programas que pesquisam e desenvolvem tecnologia imersiva. Exemplos são o Human Interaction Lab de Stanford, o Computer Graphics and Immersive Technologies LAb da USC, o Virtual Reality Applications Center do Estado de Iowa, o VR Lab da Universidade de Buffalo, o Laboratório de Ambientes Virtuais Virtuais da Universidade de Teesside, o Intelligent Virtual Environments Lab da Universidade John Moores, em Liverpool e o Interlab da Universidade de São Paulo. Assim como as universidades, a indústria de videogames recebeu um grande impulso da tecnologia imersiva, especificamente da realidade aumentada. A empresa Epic games, conhecida por seu popular jogo Fortnite, gerou US$ 1,25 bilhão em uma rodada de investimentos em 2018, uma vez que possui uma plataforma de desenvolvimento 3D líder para aplicativos de RA. O governo dos EUA solicita informações para o desenvolvimento imersivo de tecnologia e financia projetos específicos. Isso é para implementação em agências governamentais no futuro. 

## Aplicação
A tecnologia imersiva é aplicada em várias áreas, incluindo varejo e comércio eletrônico,  indústria adulta,  arte,  jogos de entretenimento e vídeo e narrativa interativa, militar, educação,   e medicina .  Também está crescendo na indústria sem fins lucrativos em áreas como a assistência e conservação de desastres, devido à sua capacidade de colocar um usuário em uma situação que suscitaria mais uma experiência do mundo real do que apenas uma imagem, dando-lhes uma conexão emocional mais forte com o situação que eles estavam vendo. À medida que a tecnologia imersiva se torna mais popular, provavelmente penetrará em outros setores. Também com a legalização da maconha acontecendo em todo o mundo, a indústria da maconha tem visto um grande crescimento no mercado de tecnologia imersiva, permitindo visitas virtuais às suas instalações para envolver clientes e investidores em potencial. 

## Preocupações e ética
Os perigos potenciais da tecnologia imersiva costumam ser retratados na ficção científica e no entretenimento. Filmes como eXistenZ, The Matrix e o curta-metragem Play de David Kaplan e Eric Zimmerman,  levantam questões sobre o que pode acontecer se não conseguirmos distinguir o mundo físico do mundo digital. À medida que o mundo da tecnologia imersiva se torna mais profundo e mais intenso, essa será uma preocupação crescente para consumidores e governos sobre como regular esse setor. Como toda essa tecnologia é imersiva e, portanto, não ocorre na vida real, os aplicativos e / ou problemas que acompanham a indústria em desenvolvimento são algo a se observar. Por exemplo, os sistemas jurídicos debatem sobre tópicos de crime virtual e se é ético permitir comportamentos ilegais como estupro  em um ambiente simulado, isso é relativo à indústria adulta, arte, entretenimento e videogames . 